# Red Hot Skate Rock

Red Hot Skate Rock est le titre d'un film de 30 minutes sorti en 1988 qui inclut 9 chansons des Red Hot Chili Peppers et des démonstrations de skaters comme Tony Hawk, Steve Caballero et d'autres skaters pros. Sorti à l'origine en VHS, une nouvelle version est sortie en 2002 en DVD, elle est disponible sur le site de Vision Streetwear sous le nom de Classic Sk8 Vol. 2, ce DVD contient également d'autres vidéos de skate tournées dans les années 1980.
Red Hot Skate Rock présente les dernières images d'Hillel Slovak, guitariste du groupe californien, mort en 1988 d'une overdose.